# London, Chatham and Dover Railway
La London, Chatham and Dover Railway (Chemin de fer de Londres à Chatham et Douvres, LCDR) est une ancienne compagnie ferroviaire britannique créée le 1er août 1859 et dissoute en 1923 lorsqu'elle fusionne avec d'autres compagnies pour créer la Southern Railway lors du regroupement de 1923 prôné par le « Railways Act 1921 ».
Le 1er janvier 1899, la London, Chatham and Dover Railway s'associe avec sa rivale la South Eastern Railway pour créer un comité de gestion opérationnel commun : la South Eastern and Chatham Railway (SECR). Au sein de la SECR, les deux compagnies restent distinctes en tant qu'entreprises mais sont associées dans la SECR pour la gestion de leur réseau mis en commun, jusqu'à leur absorption par la Southern Railway.